# Jean Arceneaux
Barry Jean Ancelet, conosciuto anche col suo nome d'arte Jean Arceneaux (Church Point, ...), è uno scrittore, professore e folklorista statunitense, esperto di musica cajun e del francese cajun.

## Biografia
Barry Jean Ancelet è nato a Church Point (già Pointe à l'Église). Studiò all'Università di Louisiana a Lafayette  dove ottenne nel 1974, il diploma di "bachelor's of art" in lingua francese. Lo stesso anno cofonda "the Tribute to Cajun Music"  che è divenuto il Festival des Acadiens.
Nel 1977, riceve il master in Arte del folklore all'università d'Indiana, e comincia a insegnare francese all'Università di Louisiana.
Nel 1984, Ancelet ottenne il dottorato in Studi Creoli (antropologia e linguistica) all'Università di Provence (Aix-Marseille I).
Ancelet ebbe un ruolo nel dipartimento di lingue moderne e fu il primo direttore del Centro folkloristico cajun e creolo dell'Università di Louisiana.
Ha scritto molto fra cui poesie che fanno parte della prima raccolta letteraria cajun (su sua iniziativa sotto lo pseudonimo di Jean Arceneaux) Cris sur le Bayou. Sempre sotto questo pseudonimo ha scritto anche canzoni in francese e in francese cajun.